# Kościół św. Jana Chrzciciela w Jastrzębiu
Kościół świętego Jana Chrzciciela w Jastrzębiu – rzymskokatolicki kościół parafialny należący do dekanatu wierzbickiego diecezji radomskiej.

## Historia

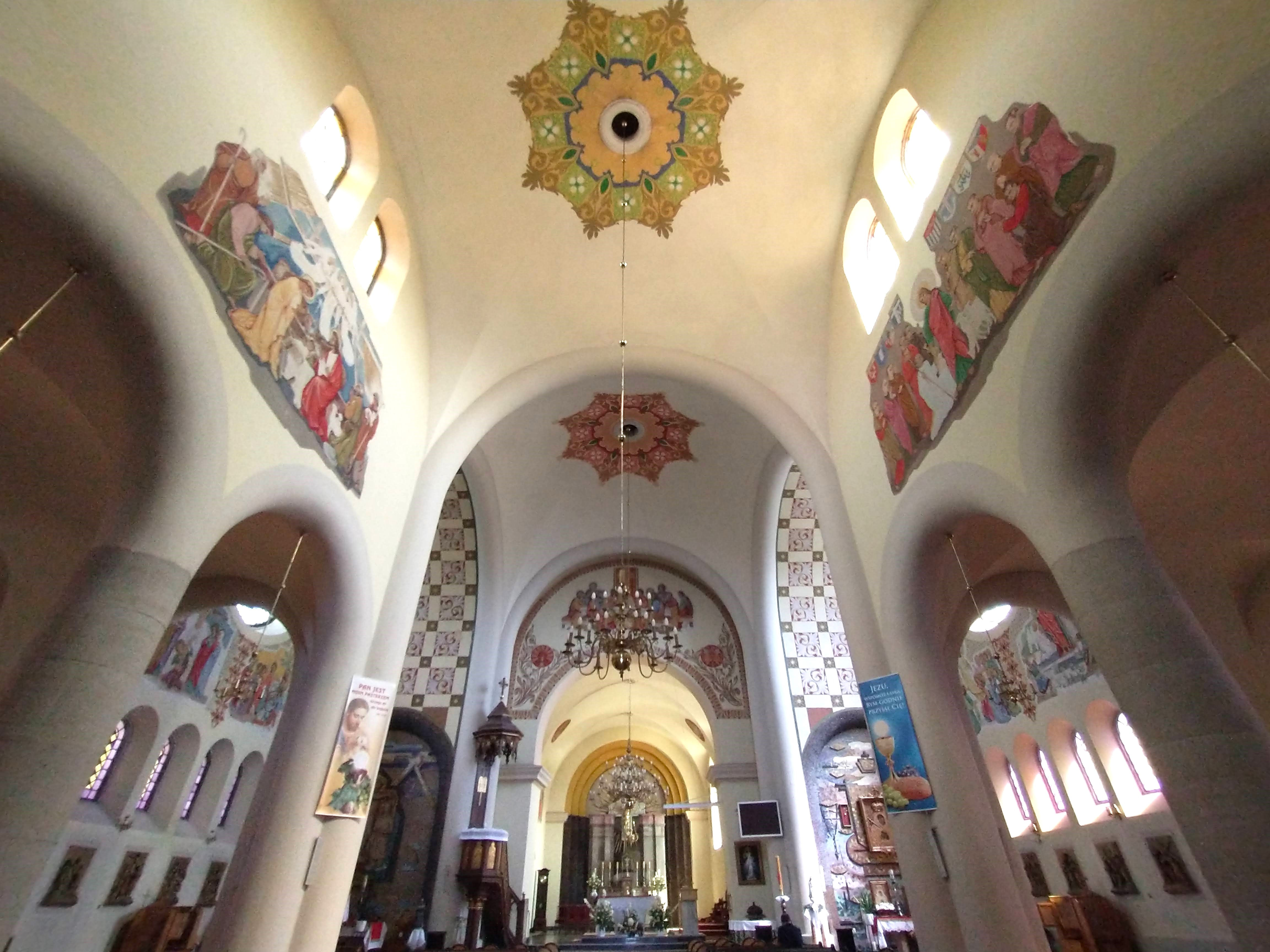
Wnętrze z ołtarzem

Parafia została przeniesiona do Jastrzębia z Gąsaw Rządowych w 1434. Obecna budowla składa się z zakrystii i prezbiterium wzniesionych w 1677 oraz nawy głównej i transeptu wzniesionych na początku XX wieku. Stara część świątyni została wzniesiona dzięki staraniom i składkom parafian na miejscu drewnianego kościoła spalonego w 1676. Nowszą część świątyni zaczęto budować w 1909 według projektu architekta Jarosława Wojciechowskiego w okresie pełnienia funkcji proboszcza przez ks. Antoniego Kasprzyckiego. Władze nie zgodziły się bowiem na wybudowanie nowego kościoła, tylko na remonty i mniejsze przeróbki. Prace budowlane kontynuowane były przez następnych proboszczów: ks. Leona Tarłę, ks. Leona Wojciechowskiego i ks. Wincentego Michalskiego. W dniu 25 sierpnia 1931 świątynia została konsekrowana przez biskupa Pawła Kubickiego. W latach 40. i 50. XX wieku kościół był przebudowywany dzięki staraniom ks. Piotra Figurskiego.

## Wystrój
W starszej części kościoła znajduje się kamienny portal z ozdobnymi drzwiami żelaznymi, znajdujący się w prezbiterium a także wyrzeźbiona głowa św. Jana Chrzciciela, umieszczona obecnie w portalu oraz epitafium Anny Dadzibosonki herbu Pobóg, posiadające rymowaną, staropolską inskrypcję. Świątynia posiada także obrazy: Matki Boskiej z Dzieciątkiem, namalowany w końcu XVI wieku i Matki Boskiej Bolesnej namalowany w 1636, znajdujący się wcześniej w kościele w Gąsawach Plebańskich.

## Galeria

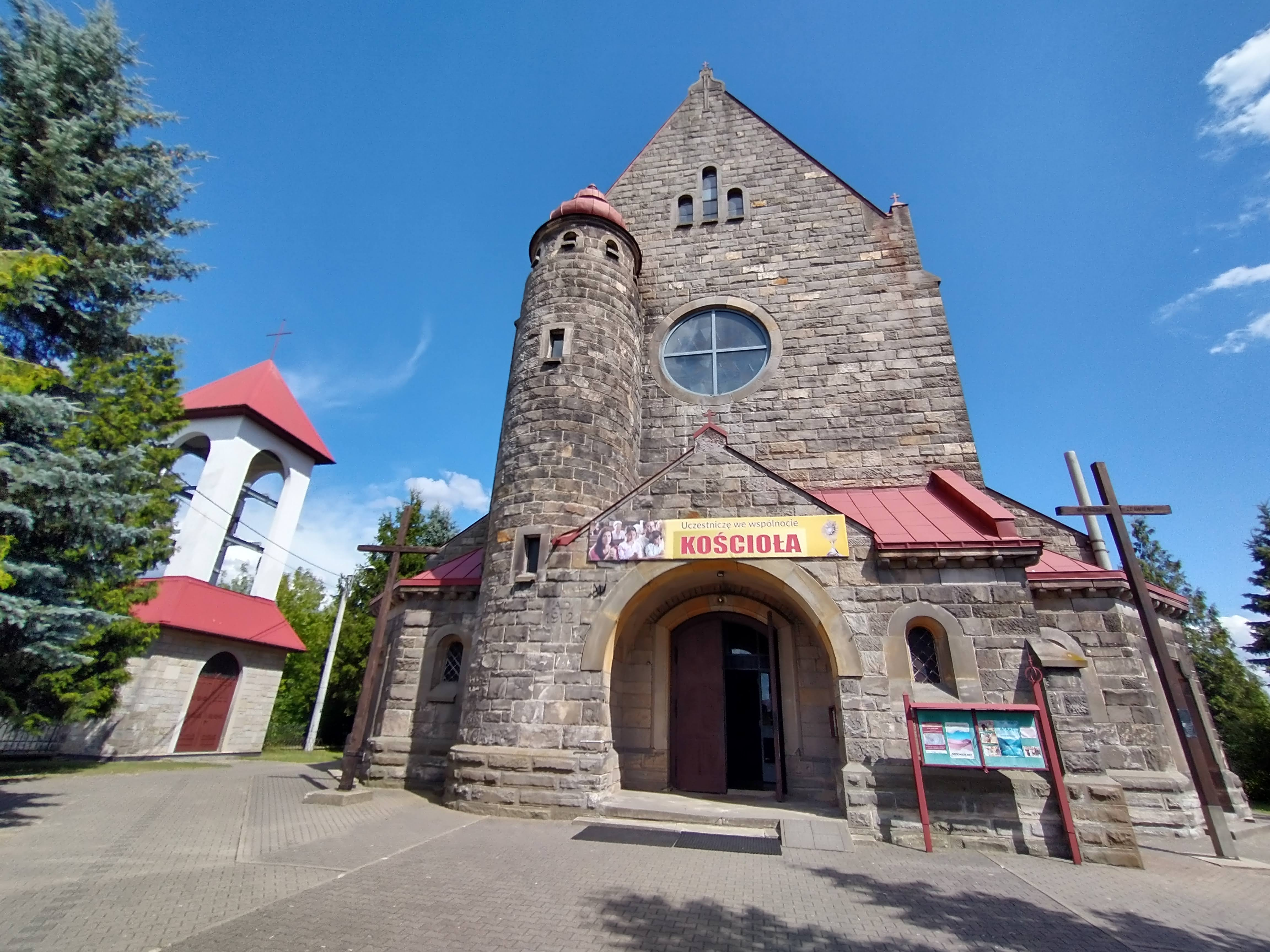
Elewacja wejściowa
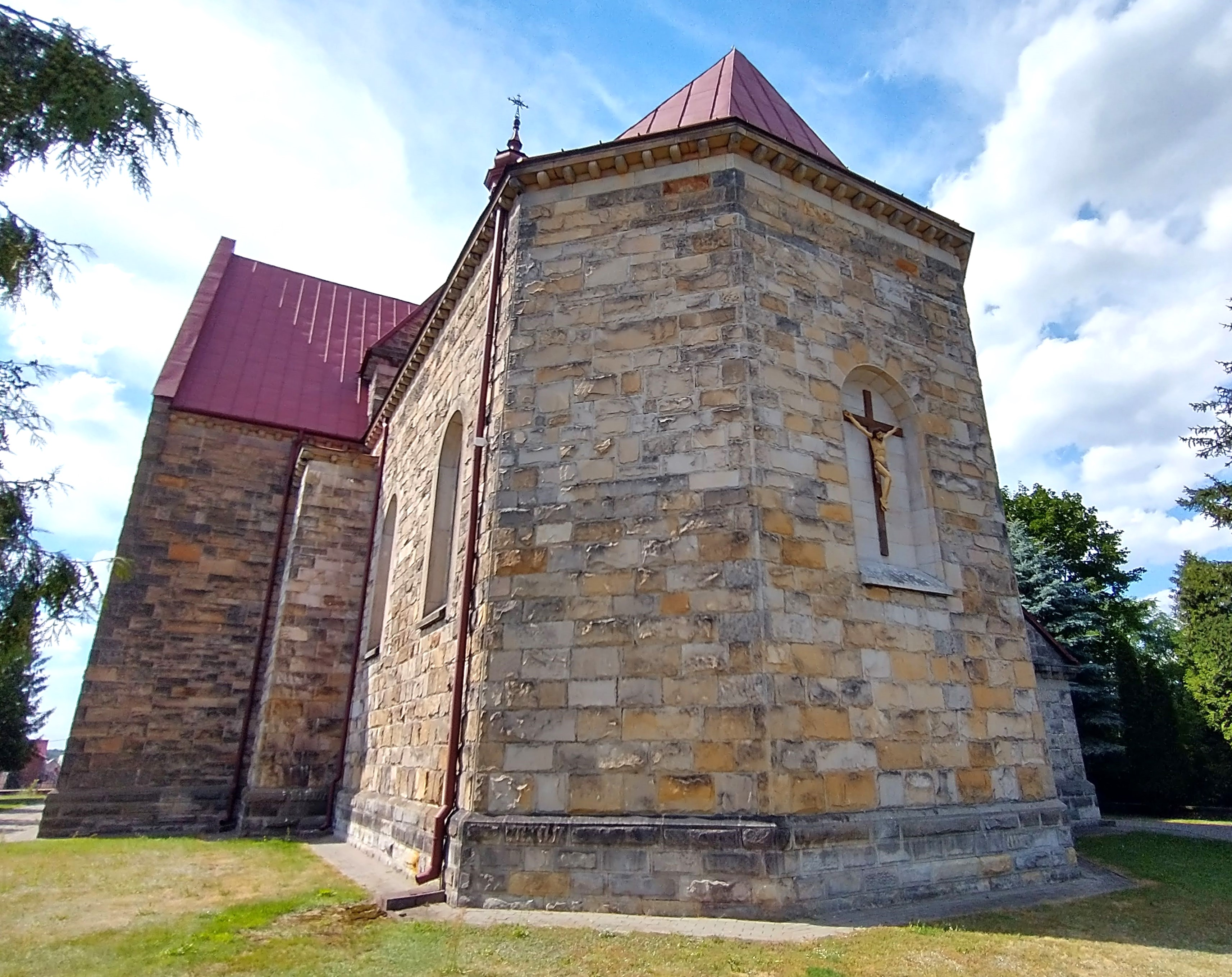
Widok od prezbiterium
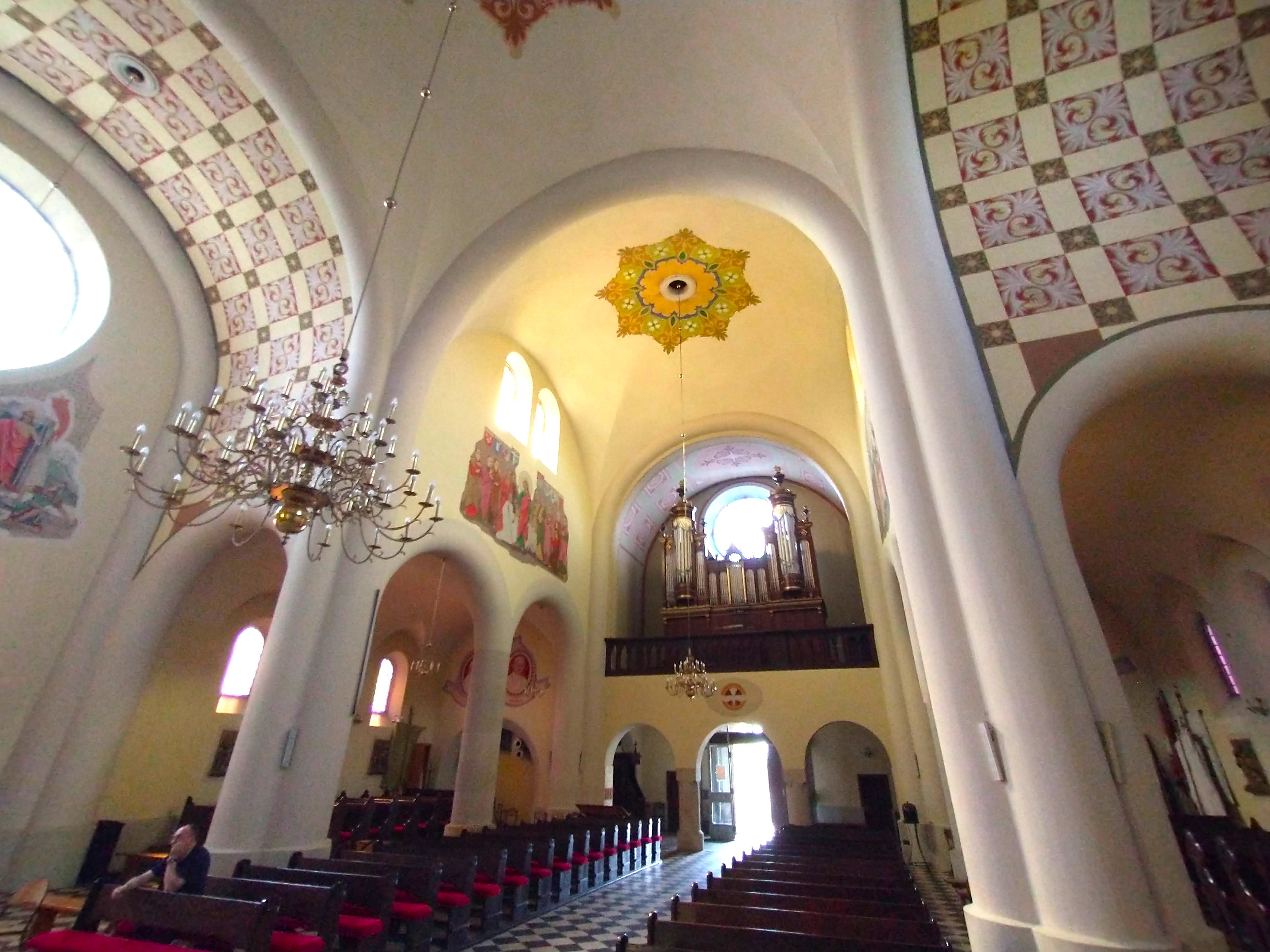
Prospekt organowy